# Hypothèses liées à l'affaire Dreyfus
L'affaire Dreyfus a divisé la France pendant douze ans et des centaines d'ouvrages ont été écrits depuis lors. Plusieurs auteurs ont essayé de démêler l'écheveau complexe de son déroulement et ont émis des hypothèses visant à l'expliquer. Elles ne remettent pas en cause l'innocence de Dreyfus, qui elle est prouvée. Mais aucune de ces versions n'est démontrée à ce jour.

## La lettre d'Alsace?
Plusieurs historiens comme Joseph Reinach ou Jean Doise ont remis en question la genèse officielle de l'affaire Dreyfus. Rappelons que, comme le dit avec peut-être une insistance suspecte, le rapport d'Ommerscheville qui a constitué l'acte d'accusation :

« L’examen de ce rapport permet d’établir que c’est sans aucune précipitation et surtout sans viser personne à priori que l’enquête a été conduite. »

Pour ces historiens, Dreyfus avait été visé dès le départ, car il aurait été dénoncé. 
Un Alsacien, peut-être même de Mulhouse, aurait adressé une lettre de dénonciation contre Alfred Dreyfus au colonel Sandherr, le chef du contre-espionnage en 1894. De là, cette obstination fanatique de l'État-Major à faire condamner Dreyfus, même contre l'évidence de son innocence. 
Par ailleurs, la citation du témoin dénonciateur étant impossible pour des raisons de sécurité de l'agent, le SR (Service de Renseignements militaire) aurait échafaudé ce système de preuve basé sur un bordereau.

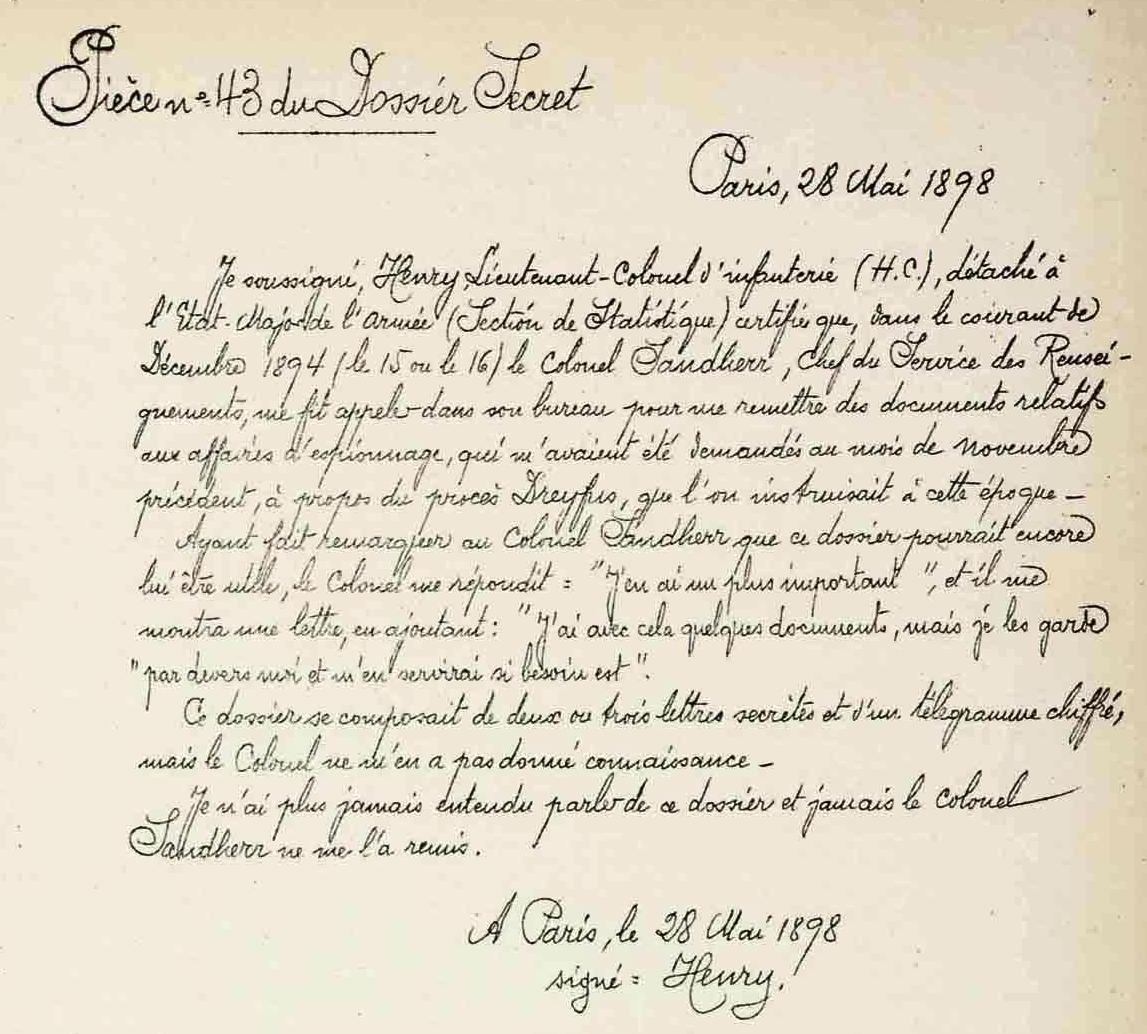

En appui de cette thèse, une déclaration du colonel Henry au procès Zola en février 1898 :

« Le colonel Sandherr m'a fait voir une lettre en me faisant jurer de n'en jamais parler. J'ai juré. »

Cette déclaration semble confirmée par une attestation du 28 mai 1898 du même Henry, constituant la pièce no 43 du dossier secret du procès de Rennes. En 1904, devant la Cour de cassation, le témoin Wattine confirme encore la teneur des déclarations du colonel Henry. Divers témoignages indirects de du Paty de Clam et Boisdeffre confirmeraient toujours cette version. Enfin, Cochefert, le chef de la sûreté, affirma au procès de Rennes que, selon Sandherr, un autre document chargeait Dreyfus en le citant nommément.
Marcel Thomas et Jean-Denis Bredin éliminent radicalement cette version des faits, comme trop romancée et ne reposant sur aucune preuve. Pour eux, l'histoire de l'affaire est plus simple et plus prosaïque.

## Quelle est l'origine du bordereau?
Plusieurs historiens ont contesté les faits ayant amené à la Section de statistiques le bordereau révélant la trahison.
On peut rappeler que tous les témoins du Service de renseignement militaire ont affirmé que le bordereau avait été amené au commandant Henry par la voie ordinaire : Marie Coudron, Mme Bastian, engagée à l'ambassade de l'Allemagne à Paris pour nettoyer les bureaux et confisquer ce qu'elle trouve dans les corbeilles, de 1889 à 1897 (« Auguste »),. Le bordereau est arrivé déchiré et Henry l'a recollé. Puis l'a présenté à son chef, le colonel Sandherr. S'ensuivit l'enchaînement des faits tels qu'on les connaît.
Joseph Reinach conteste résolument cette version. Les observations faites sur le bordereau montrent qu'il est écrit sur un papier non froissé, et incomplètement déchiré. Pour Reinach, le bordereau n'a pas été récupéré dans la corbeille de l'ambassade d'Allemagne, mais volé par l'agent Brücker chez le concierge de l'ambassade. Reinach affirme aussi une complicité entre Henry et Esterhazy, fondée sur leur collaboration quinze ans plus tôt dans le même bureau. Pour l'historien, il est impossible que Henry n'ait pas immédiatement reconnu l'écriture de son ancien collègue. Henry aurait donc déchiré lui-même le bordereau et fait disparaître l'enveloppe afin que l'on croie à la découverte du document dans la corbeille de l'attaché militaire de l'ambassade.
Marcel Thomas, au prix d'une démonstration solide et documentée, conteste cette version comme ne reposant sur aucun fait concret. Jean-Denis Bredin et Vincent Duclert reprennent à leur compte sa thèse comme la plus vraisemblable. Pour Marcel Thomas, rien n'indique que le papier n'ait pas été récupéré par Marie Caudron Bastian. L'historien souligne la pression extrême qui régnait au tout début de l'affaire, exercée par le ministre lui-même sur ses hommes. Ce qui explique le fait qu'Henry n'a probablement pas reconnu à ce moment l'écriture du vrai traître. Donc pour ces trois auteurs, le bordereau vient de l'ambassade d'Allemagne et les deux officiers Henry et Esterházy ne sont pas complices en 1894. En 2014, dans son Histoire de l'affaire Dreyfus de 1894 à nos jours (Les Belles Lettres), Philippe Oriol a proposé, après une réfutation argumentée de ces différentes thèses, de nouveaux éléments tendant à conforter la thèse de Marcel Thomas.

## Homophobie et dossier secret?

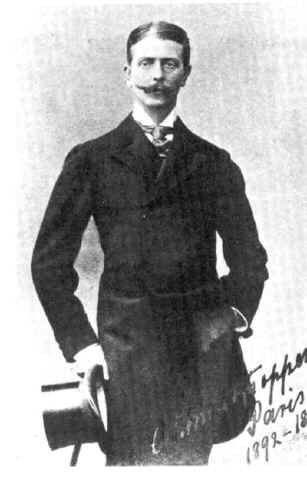
Max von Schwartzkoppen, attaché militaire allemand au centre du dossier secret.

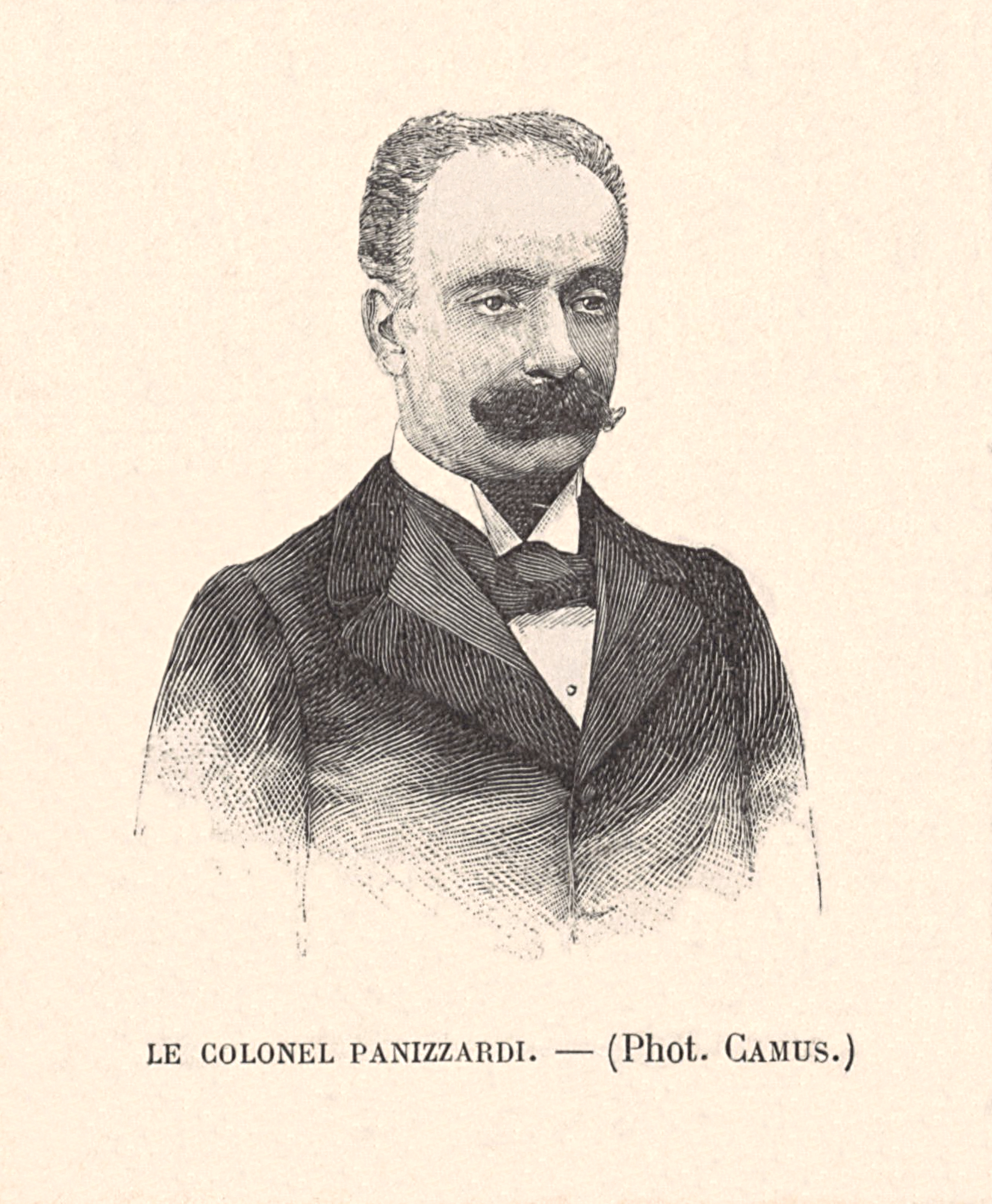
Alessandro Panizzardi, l'attaché militaire italien.

Dans plusieurs ouvrages historiques, et un article de la Revue d'histoire moderne et contemporaine, les auteurs forment une hypothèse liée au contenu du dossier secret. 
Ils s'appuient en effet sur une tentative de reconstitution de ce fameux dossier. Il faut rappeler ici que le dossier secret de l'affaire Dreyfus avait été transmis aux juges sans débat contradictoire avec l'accusé et son défenseur et avait probablement pesé très lourdement dans le verdict du premier Conseil de guerre. Le contenu de ce dossier n'est toujours pas connu avec certitude, car pendant l'Affaire, il n'a cessé de connaître une inflation de pièces pour en compter finalement plus de quatre cents. Les pièces initiales y ont donc été noyées. Les militaires  responsables de la forfaiture ont tout fait pour brouiller les pistes. Mais les auteurs de l'article, après examen scientifique des pièces aux archives de Vincennes, ont découvert que certains documents portaient une numérotation marquée à la plume rouge. Cette numérotation permet de rassembler un corpus réaliste de pièces (une dizaine). Il contient pratiquement toutes les lettres citées par les témoins, dont le lieutenant-colonel Picquart. Mais il manque dans cette nouvelle liste un document important : la lettre Davignon, qui ne présente pas de surcharge à la plume rouge et pose donc un problème. 
Toutefois, si l'on s'en tient à cette reconstitution, les auteurs ont été frappés par l'usage d'une correspondance privée de nature érotico-homosexuelle entre deux attachés militaires étrangers, l'Italien Panizzardi, et l'Allemand Max von Schwartzkoppen, présentée aux magistrats.
Elle concerne sept pièces sur dix.
Certains documents ne disent rien d'autre que l'homosexualité. 
La question qui peut être posée alors, base de l'hypothèse des auteurs de l'article, est : ce choix de lettres n'a-t-il pas été fait à dessein en forme de manipulation des membres du Conseil de guerre ?
L'objectif de cette manœuvre ayant été de susciter le dégoût des juges et par là, d'emporter une condamnation certaine d'Alfred Dreyfus.
Les auteurs de l'article concluent effectivement dans cette direction, sans toutefois remettre en cause la part antisémite, fondement de ce commencement de l'affaire Dreyfus. L'hypothèse amène plusieurs interrogations. Notamment, on peut se demander pourquoi l'État-Major et le ministre se seraient engagés dans une manœuvre aussi risquée et compliquée, sans nécessité bien claire ? Par ailleurs, le témoignage du lieutenant-colonel Picquart, et de l'ancien juge Freystaeter, sont de ce fait remis en cause, alors qu'ils sont les fondements de l'historiographie de l'affaire Dreyfus sur ce sujet. Enfin, cette méthode de manipulation pouvait comporter des risques devant des magistrats militaires que la gaudriole risquait de ne faire que sourire. De fait, l'affirmation la plus faible de l'article porte sur cette manœuvre éventuelle dans le jugement de décembre 1894, les auteurs n'apportant aucune preuve de son poids dans la condamnation d'Alfred Dreyfus. Cette hypothèse a d'ailleurs été accueillie avec réserve par Vincent Duclert et Philippe Oriol.
Reste que ce retour vers les origines de l'affaire est salutaire, et démontre que certaines certitudes affichées par l'historiographie officielle mériteraient un réexamen approfondi aux sources même des archives.

## La genèse du canon de 75 modèle 1897 cause de l'affaire Dreyfus?

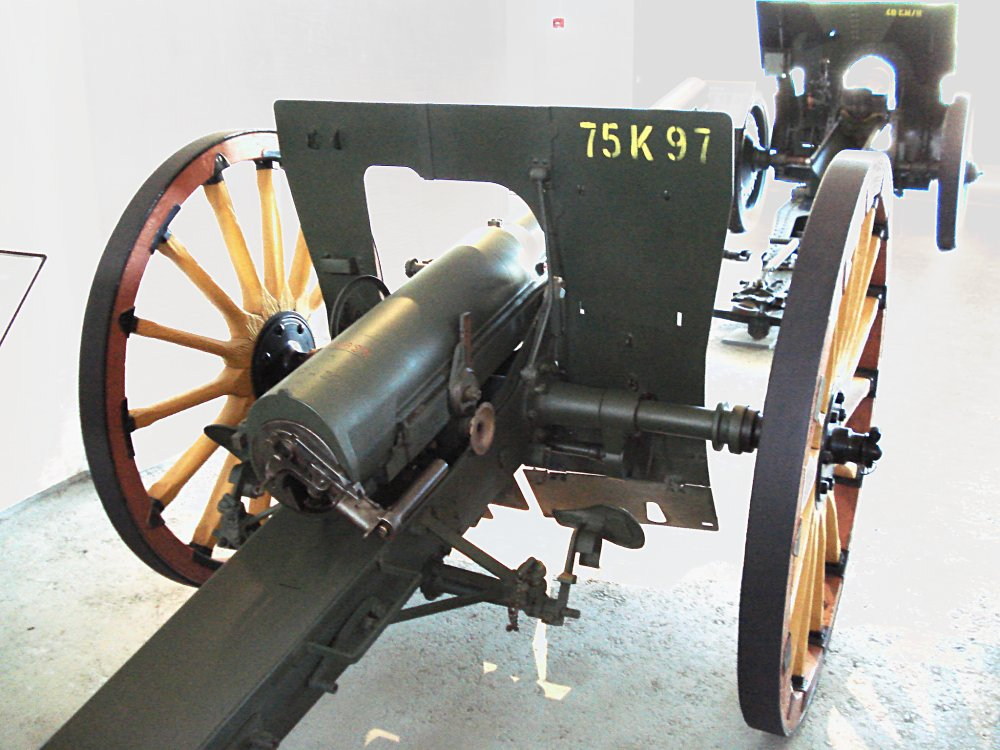
Le canon de 75.

Plusieurs auteurs, dont Jean Doise, ont expliqué que l'affaire Dreyfus n'a de logique qu'en regard de la mise au point du canon de 75 Modèle 1897 à frein hydropneumatique. Son développement, en grand secret, annonçait une arme révolutionnaire. Jusqu'à cette découverte, le tir d'une pièce d'artillerie dépointait en reculant sur ses roues au départ du coup. Dans tous les pays du monde, on cherchait à limiter ce recul. À cause de lui, le tir rapide était donc impossible. Avec ce nouveau canon de 75, la pièce glissait sur son affût et se repositionnait en souplesse. Le tir rapide devenait possible. D'autres perfectionnements étaient aussi produits comme le chargement par la culasse, l'obus encartouché, ou la poudre sans fumée. Il s'agissait donc bien d'une avancée très importante qui devait rester absolument secrète afin de conserver cet avantage technologique.
Pour certains historiens, cette mise au point, qui ne sera achevée que trois ans après le premier procès Dreyfus, est bien la cause de l'affaire. Les arguments sont les suivants :
- Le reproche fait à Dreyfus concernant la transmission supposée d'informations relatives au canon de 120C Modèle 1890 « Baquet » dans « Bordereau de l’affaire Dreyfus » n'aurait aucun sens. Malgré son tout nouveau frein hydro-pneumatique, c'était en effet un canon mal réussi qui ne représentera que 0,6 % de l'artillerie française en 1914 (210 exemplaires). Le fait avait déjà été relevé par la commission d'experts artilleurs rassemblée à l'occasion de la révision de 1906 par la Cour de cassation. Pourquoi faire une histoire pareille pour un tel canon, même perfectionné d'un frein hydro-pneumatique ?
- Pour Doise, il s'agissait de faire croire aux Allemands que les Français étaient fascinés par le 120C, dont ils connaissaient les défauts, afin d'intoxiquer le camp adverse avec une fausse information tout en criant à la trahison. Le général Deloye qui supervisait le développement de l'artillerie française à l'époque aurait été à l'origine de cette supercherie qui n'était pas d'ailleurs la seule. En somme, Dreyfus aurait été sacrifié sur l'autel du perfectionnement militaire en vue de la revanche, sans aucun état d'âme par l'état-major.
- Par conséquent le bordereau aurait bien été écrit par Esterhazy, mais  de connivence avec Sandherr, le chef du contre-espionnage français (la « Section de Statistique »). Contestant cet argument, la plupart des historiens ne comprennent pas comment ni Sandherr ni Henry n'ont reconnu l'écriture d'Esterhazy, alors qu'ils ont travaillé plusieurs années ensemble. À quoi on peut évidemment répondre que Sandherr et Henry faisaient semblant de ne pas reconnaître l'écriture d'Esterhazy pour mieux enfoncer Dreyfus, le leurre désigné de l'intoxication.

Cette hypothèse a été reprise dans le roman Le Journal intime d'un arbre de Didier Van Cauwelaert, bien que Jean Doise n'amène aucune preuve en appui de sa thèse. En contradiction avec cette explication, le procès de Rennes de septembre 1899, avec une nouvelle condamnation, alors que le nouveau canon de 75 modèle 97 avait été présenté officiellement et à la vue de tous au défilé du 14 juillet 1899 sur les Champs-Élysées.
Un autre partisan de poids de cette théorie est l'ancien ministre, écrivain et Diplomate Jean-François Deniau. Dans son livre Le Bureau des secrets perdus   publié en 1998 aux éditions Odile Jacob.  Il dit avoir eu des informations de première main sur cette manipulation orchestrée par les services secrets français par un de ses oncles , le général Bertrand, qui occupa un poste important dans les services de renseignements militaires français entre les deux guerres mondiales (Il fut l'un des officiers traitants des savants polonais du Byuro Sczifrow -service du décryptage- qui déchiffrèrent, dès avant le seconde Guerre Mondiale le secret des codes militaires allemands, la désormais célèbre machine Enigma).
Pour Deniau, la réhabilitation de Dreyfus se fit par étapes pour éviter de créer des soupçons chez les adversaires allemands, qui tentaient de développer un canon de 155mm à long recul similaire au 120mm Baquet , bien en vain à cause de l'insuffisance de la technologie de l'époque.
Toutefois , le canon de 75 français à court recul, enfant chéri du groupe de polytechniciens qui l'avait conçu et incontestable percée dans le domaine de l'artillerie de campagne, s'avéra une arme "trop parfaite", sa cadence de tir absolument stupéfiante aboutit à une consommation effrénée de munitions, posant de sérieux problèmes de logistique et de production une fois la guerre déclarée.

## Hannah Arendt et l’Exposition universelle de 1900
La philosophe Hannah Arendt refuse de croire en la force, la profondeur et la sincérité du mouvement d’indignation de plus en plus massif des dreyfusards en France. Elle prétend que c’est l’organisation de l’Exposition universelle de 1900 à Paris qui eut un rôle décisif dans le règlement de l’affaire Dreyfus. C’est devant l’imminence de cet événement aux répercussions internationales immenses et parce que certains pays, révoltés par cette injustice criante qui sévissait alors en France, menaçaient de boycotter l’exposition universelle que les autorités se résignèrent à en finir avec cette affaire. Ce ne serait donc pas ces prétendues valeurs morales fondatrices de la politique française contemporaine et de l'idéologie républicaine qui auraient fait éclater la justice mais bien des impératifs économico-diplomatiques.

« C’est au dernier acte qu’il apparut que le drame dreyfusien était en réalité une comédie. Le deus ex machina qui refit l’unité brisée de la France, convertit le parlement à la révision puis réconcilia les partis hostiles, de l’extrême droite jusqu’aux socialistes, n’est autre que l’Exposition Universelle de 1900. Ce que n’avaient pu ni les éditoriaux quotidiens de Clemenceau, ni la rhétorique de Zola, ni les discours de Jaurès, ni la haine populaire du clergé et de l’aristocratie, c’est-à-dire le revirement du Parlement sur le problème de la  révision, ce fut la peur du boycott qui l’accomplit. Le même Parlement qui, un an auparavant avait rejeté la révision à l’unanimité, refusa cette fois, à la majorité des deux tiers, la confiance à un gouvernement antidreyfusard. En juin 1899, le gouvernement Waldeck-Rousseau fut formé. Le président Loubet gracia Dreyfus et liquida toute l’affaire. L’exposition put s’ouvrir sous les plus brillants auspices commerciaux ; une fraternisation générale s’ensuivit. »

— Hannah Arendt, Les Origines du totalitarisme - L'antisémitisme, 1973
Il est intéressant de voir comment la République a su à juste titre rappeler et glorifier cet épisode de son histoire et le rappeler en tant qu’événement fondateur où la société prenant conscience d’elle-même a su dans un même mouvement émancipateur, accoucher de la justice et se libérer du mal. Hannah Arendt tente de démontrer le contraire, et considère que l'affaire Dreyfus comme « fondement de l'identité politique républicaine française » serait plus proche de la fable que de la réalité stricto sensu. Cette opinion n’est pas partagée par les historiens.

## L'hypothèse de Maurice Paléologue
Durant l’Affaire, Maurice Paléologue est un des responsables du Quai d'Orsay. Dans son Journal de l'Affaire Dreyfus, il écrit à la date du 3 janvier 1899 qu'il conviendrait « de rattacher l'acte de trahison qui a motivé la condamnation de Dreyfus à une série de faits semblables qui ont commencé à se produire en 1886 et se sont poursuivis jusqu'en 1896 ». Pour lui, et Dreyfus étant innocent, il y aurait trois coupables : Esterhazy, Maurice Weil et enfin « un officier de très haut grade ».